# Frankfurti nemzetgyűlés

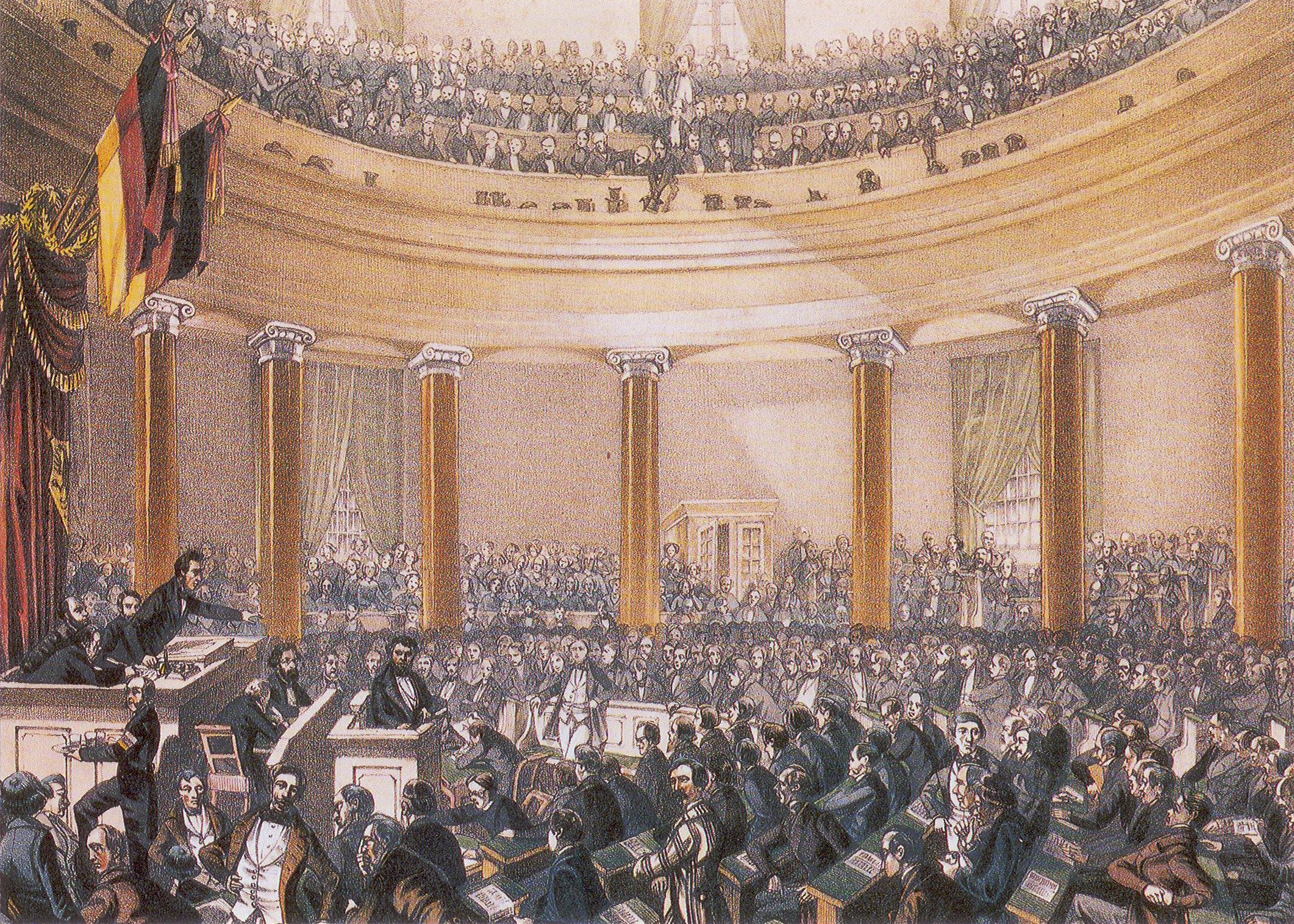
A Frankfurter Paulskirchében Robert Blum beszél a küldöttekhez

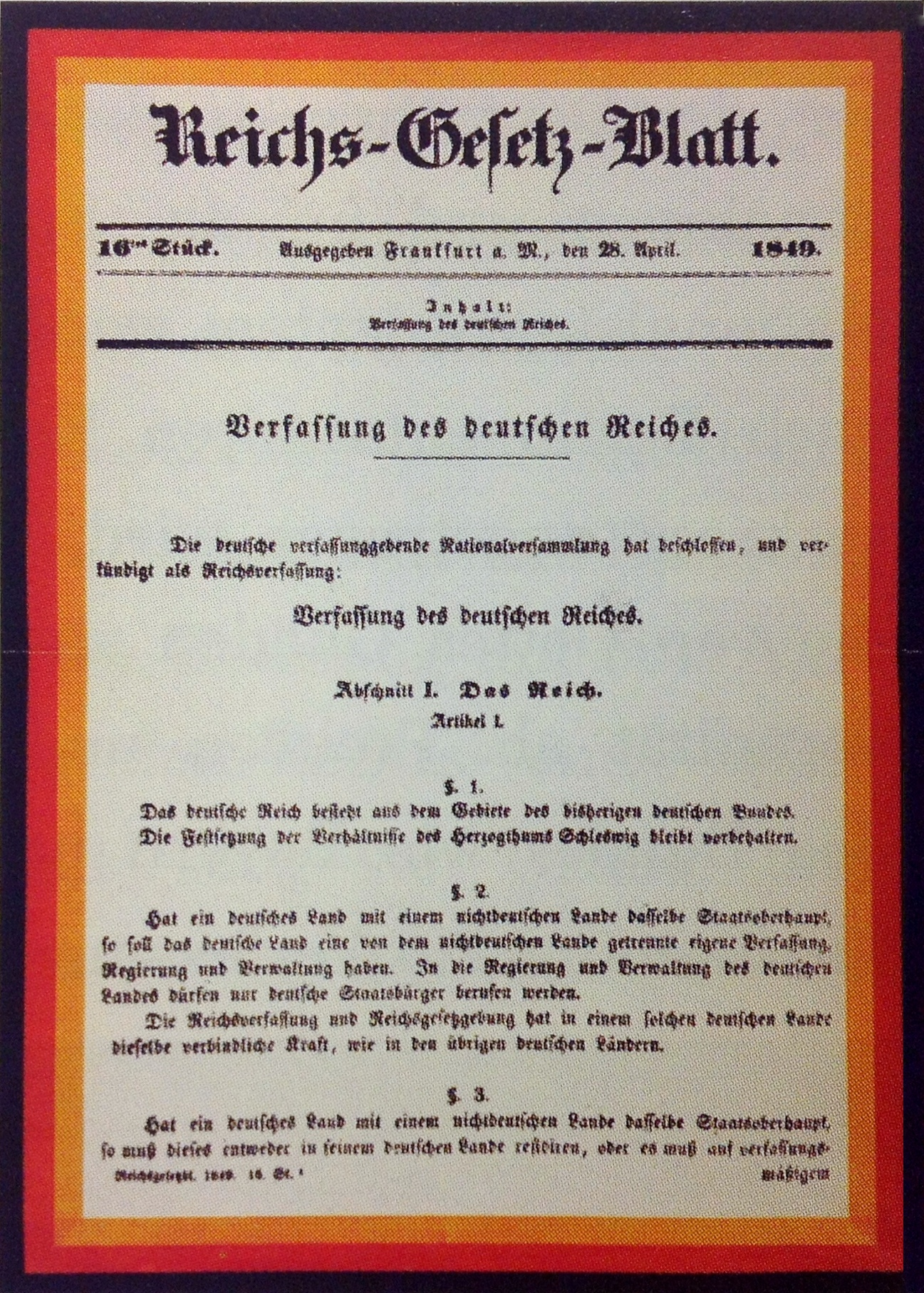
Paulskirche-alkotmány

1848. május 18-án ült össze először egy össznémet alkotmányozó nemzetgyűlés Frankfurtban. A küldöttek politikai frakciókban tömörültek, és egy német nemzetállam létrehozásáról tárgyaltak. Közös célok és hatalmi eszközök hiányában azonban sikertelenül értek véget az ülésezések.

## Előzmények
A gazdasági válságok, a tömegek elszegényedése és a politikai elégedetlenség forradalmi hullámot váltott ki Európában  1848-ban. Németországban gyűléseken és tüntetéseken követelték az alap- és szabadságjogokat, valamint a nemzeti egységet. A konzervatív erők végül engedtek, a hercegek reformokat ígértek. Ezzel egy időben a liberális és demokrata aktivisták találkoztak Heidelbergben, és egy hét főből álló bizottságot választottak az elő-parlament megszervezésére. Az elő-parlament 1848. március 31-én ült össze Frankfurtban a Paulskirchében és előkészítette az össznémet nemzetgyűlési választásokat. A cél egy alkotmánnyal rendelkező nemzetállam létrehozása volt.

## Nemzetgyűlési tárgyalások
1848. május 18-án nyitották meg a gyűlést a frankfurti Paulskirchében. A küldöttek nagy részét tehetős polgárok és tanárok tették ki, ezért professzorok parlamentjének is nevezték. A hasonló politikai felfogású küldöttek frakciókat alkottak, ezért tartják 1848-at a német partok születési évének. Az államformáról is megoszlottak a vélemények. A bal oldalon csoportosuló  demokraták köztársaság létrehozását támogatták, és a társadalom alsó rétegei számára is politikai és szociális jogokat követeltek. A liberálisok a királyság megtartásáért szálltak síkra, melyet azonban a parlament ellenőrizne. A konzervatívok a régi rendszert, az önálló hercegségek megtartását akarták. Vitáztak a nagynémet és kisnémet megoldásról (Ausztria beletartozna-e, vagy sem az új német nemzetállamba). Kérdéses maradt az is, hogy Poroszország, Ausztria, valamint a német hercegek lemondanának-e a hatalomról egy összállami kormány érdekében.
Decemberben megszavazták az általános alapjogokat. 1849 március 28-án a liberális többség elfogadta az ún. Paulskirche-alkotmányt a kisnémet megoldásról és az alkotmányos monarchiáról. Az alkotmányt 28 német állam elfogadta, de a Porosz Királyság és az Osztrák Császárság megvétózta, mert a forradalmak leverésével helyzetük megerősödött. 1849. április 3-án felajánlották IV. Frigyes Vilmos porosz királynak a császári koronát, de nem fogadta el. A tárgyalások sikertelenül záródtak 1849. május 18-án.